# Amabilitat

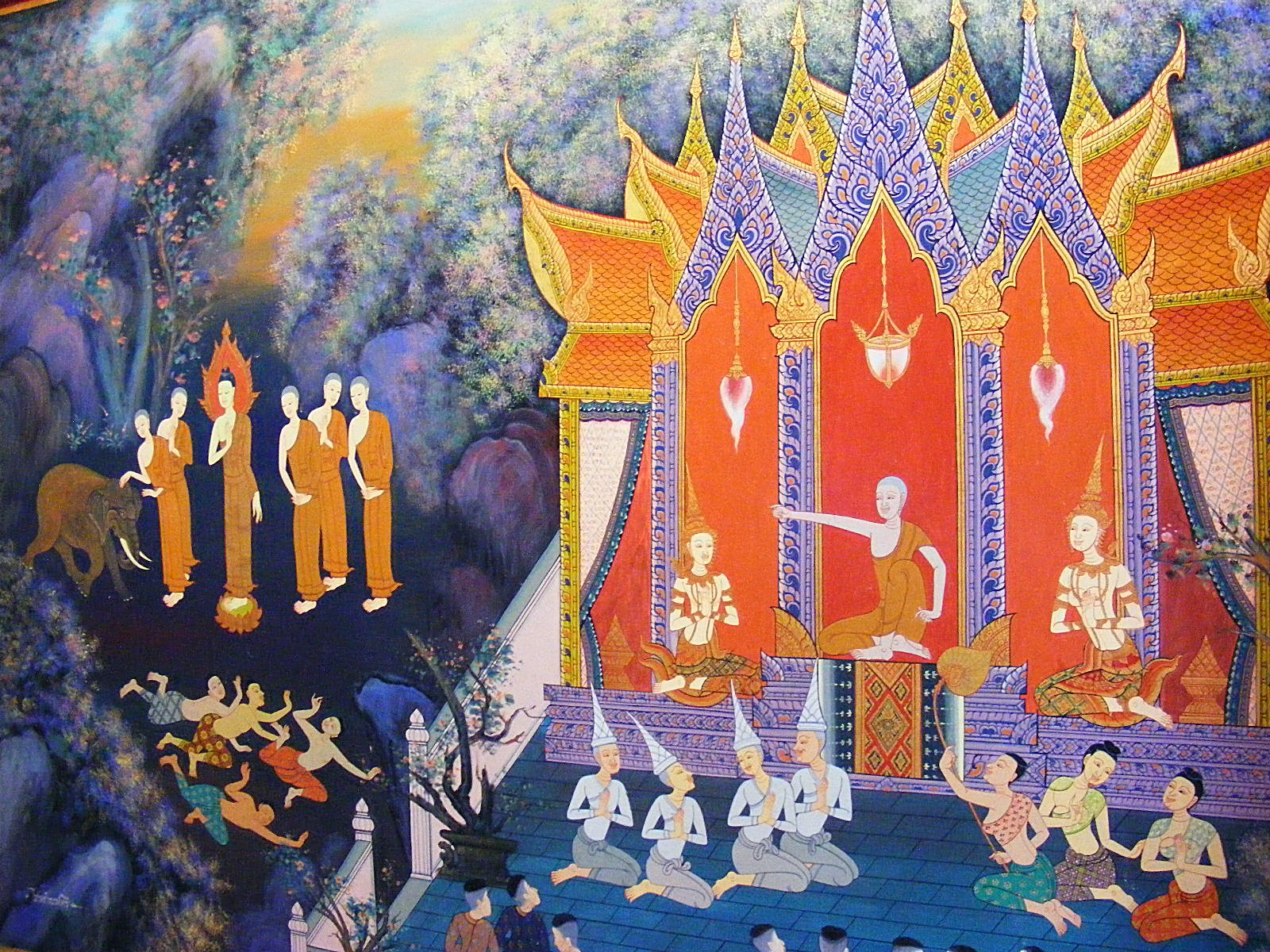
Buda fa el símbol de la pau, com a gest d'amabilitat, a l'enrabiat elefant Nalagiri, que d'aquesta manera es calma.

L'amabilitat o gentilesa és una pràctica, una actitud i, en moltes cultures i religions, una virtut consistent a acollir i tractar amb atenció i bondat, sense emetre judicis. Existeix l'amabilitat envers les altres persones i també envers una mateixa. Permet la confiança i ajuda a millorar la convivència a la societat. Per a exercitar-la cal coratge, compassió i prendre's a una mateixa i als altres seriosament. Alguns autors sostenen que és una de les principals qualitats humanes. Alguns, com Ramon Llull, per exemple, consideren que és l'essència de l'amor i el que fa estimable a una persona.

## Etimologia
El mot català "amabilitat" prové del llatí amabĭlĭtāte, amb el mateix significat.